# St James’ Park

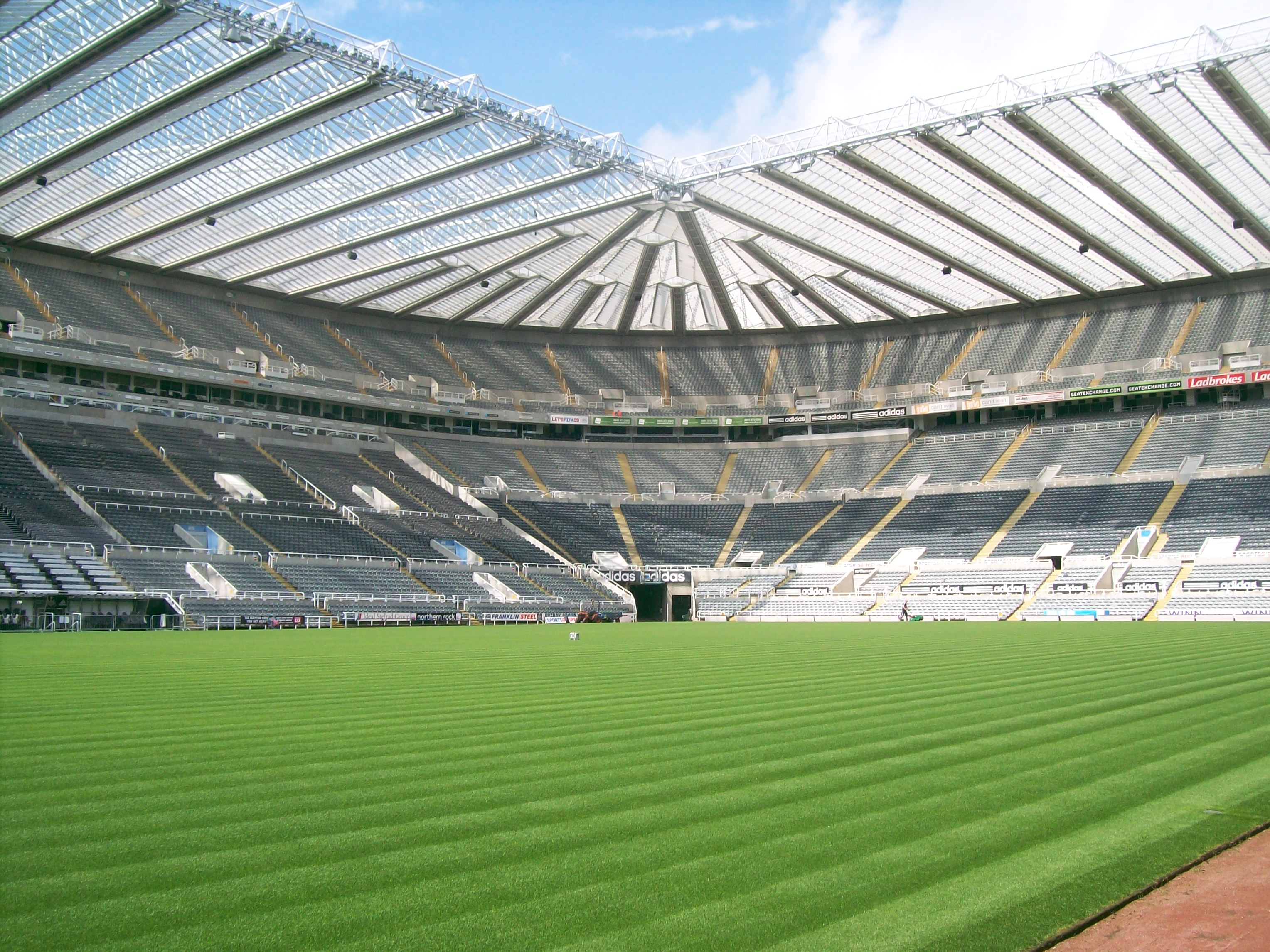
Trybuny stadionu Newcastle United

St James’ Park - stadion piłkarski w mieście Newcastle upon Tyne, w Anglii. Został oddany do użytku w 1880 roku. Od tego czasu swoje mecze na tym obiekcie rozgrywa zespół Premier League Newcastle United. Po przebudowie obiektu w latach 1998-2000, jego pojemność wynosi 52 387 miejsc. Rekordową frekwencję, wynoszącą 68 386 osób, odnotowano w 1930 podczas meczu ligowego pomiędzy Newcastle United a Chelsea.

## Igrzyska Olimpijskie
Stadion był jedną z wielu aren sportowych na których odbywały się zawody sportowe podczas igrzysk w Londynie. Stadion gościł mecze piłki nożnej. 4 sierpnia 2012 odbyło się spotkanie reprezentacji Brazylii z Hondurasem zakończone wynikiem 3:2.